# Dana Šafka Brožková
Dana Šafka Brožková (* 28. duben 1981 Rovensko pod Troskami) je bývalá česká reprezentantka v orientačním běhu. Je též historicky nejlepší českou orientační běžkyní, jež vybojovala dvě zlaté a jednu bronzovou medaili na mistrovství světa na klasické trati v roce 2006, 2008 a 2009. Získala též 5 titulů Mistryně světa na juniorských a akademických MS. Je členkou klubu Sportcentrum Jičín a současně švédského klubu Domnarvets GoIF, za který startuje ve Skandinávii. Vystudovala 2. LF UK v Praze.
Je sestrou Radky Brožkové.
Běhat začala v Rovensku pod Troskami pod vedením Vladislava Vlčka, později běhala za Sportcentrum Jičín. Čtrnáct let kralovala mistrovstvím ČR a zúčastnila se desíti mistrovství světa. Vrcholovou kariéru ukončila na podzim roku 2016.

## Sportovní kariéra

### Umístění na MS a ME
| Přehled úspěchů na Mistrovství světa | Přehled úspěchů na Mistrovství světa | Přehled úspěchů na Mistrovství světa | Přehled úspěchů na Mistrovství světa | Přehled úspěchů na Mistrovství světa |
| Mistrovství světa                    | Sprint                               | Middle                               | Long                                 | Štafety                              |
| ------------------------------------ | ------------------------------------ | ------------------------------------ | ------------------------------------ | ------------------------------------ |
| Jona 2003                            | X                                    | X                                    | 11. místo                            | 5. místo                             |
| Västerås 2004                        | 4. místo                             | X                                    | 8. místo                             | 9. místo                             |
| Aichi 2005                           | 6. místo                             | X                                    | 10. místo                            | 5. místo                             |
| Århus 2006                           | 15. místo                            | X                                    | 3. místo                             | 5. místo                             |
| Kyjev 2007                           | 13. místo                            | X                                    | 16. místo                            | 6. místo                             |
| Olomouc 2008                         | 6. místo                             | X                                    | 1. místo                             | 5. místo                             |
| Miskolc 2009                         | X                                    | 1. místo                             | 4. místo                             | 5. místo                             |
| Trondheim 2010                       | 12. místo                            | 9. místo                             | 19. místo                            | 6. místo                             |
| Savojsko 2011                        | X                                    | 14. místo                            | 2. místo                             | 2. místo                             |
| Lausanne 2012                        | X                                    | 12. místo                            | 19. místo                            | 8. místo                             |

| Přehled úspěchů na Mistrovství Evropy | Přehled úspěchů na Mistrovství Evropy | Přehled úspěchů na Mistrovství Evropy | Přehled úspěchů na Mistrovství Evropy | Přehled úspěchů na Mistrovství Evropy |
| Mistrovství Evropy                    | Sprint                                | Middle                                | Long                                  | Štafety                               |
| ------------------------------------- | ------------------------------------- | ------------------------------------- | ------------------------------------- | ------------------------------------- |
| Sümeg 2002                            | 46. místo                             | 40. místo                             | X                                     | X                                     |
| Røskilde 2004                         | 18. místo                             | 22. místo                             | X                                     | X                                     |
| Otepää 2006                           | 9. místo                              | 31. místo                             | 6. místo                              | 6. místo                              |
| Ventspils 2008                        | 11. místo                             | 23. místo                             | 8. místo                              | 5. místo                              |
| Primorsko 2010                        | 6. místo                              | 7. místo                              | 2. místo                              | 4. místo                              |
| Falun 2012                            | DSQ                                   | 25. místo                             | 22. místo                             | 7. místo                              |

| Přehled úspěchů na Mistrovství světa juniorů | Přehled úspěchů na Mistrovství světa juniorů | Přehled úspěchů na Mistrovství světa juniorů | Přehled úspěchů na Mistrovství světa juniorů | Přehled úspěchů na Mistrovství světa juniorů |
| Mistrovství světa juniorů                    | Sprint                                       | Middle                                       | Long                                         | Štafety                                      |
| -------------------------------------------- | -------------------------------------------- | -------------------------------------------- | -------------------------------------------- | -------------------------------------------- |
| Miskolc 2001                                 | X                                            | 29. místo                                    | 1. místo                                     | 2. místo                                     |

### Umístění na MČR
| Umístění na Mistrovství České republiky v orientačním běhu | Umístění na Mistrovství České republiky v orientačním běhu | Umístění na Mistrovství České republiky v orientačním běhu | Umístění na Mistrovství České republiky v orientačním běhu | Umístění na Mistrovství České republiky v orientačním běhu | Umístění na Mistrovství České republiky v orientačním běhu | Umístění na Mistrovství České republiky v orientačním běhu | Umístění na Mistrovství České republiky v orientačním běhu | Umístění na Mistrovství České republiky v orientačním běhu | Umístění na Mistrovství České republiky v orientačním běhu | Umístění na Mistrovství České republiky v orientačním běhu | Umístění na Mistrovství České republiky v orientačním běhu |
| Ročník                                                     | Kategorie                                                  | Klasická                                                   | Krátká                                                     | Sprint                                                     | Dlouhá                                                     | Noční                                                      | Ranking                                                    | Členství v klubu                                           | Štafety                                                    | Kluby                                                      | Sprint. štafety                                            |
| ---------------------------------------------------------- | ---------------------------------------------------------- | ---------------------------------------------------------- | ---------------------------------------------------------- | ---------------------------------------------------------- | ---------------------------------------------------------- | ---------------------------------------------------------- | ---------------------------------------------------------- | ---------------------------------------------------------- | ---------------------------------------------------------- | ---------------------------------------------------------- | ---------------------------------------------------------- |
| MČR 1997                                                   | D16 – mladší dorostenky                                    | 11. místo                                                  | 8. místo                                                   |                                                            |                                                            |                                                            |                                                            | TJ Sokol Rovensko pod Troskami                             |                                                            |                                                            |                                                            |
| MČR 1997                                                   | D18 – starší dorostenky                                    |                                                            |                                                            | 31. místo                                                  |                                                            | TJ Sokol Rovensko pod Troskami                             |                                                            |                                                            |                                                            |                                                            |                                                            |
| MČR 1998                                                   | D18 – starší dorostenky                                    |                                                            |                                                            |                                                            |                                                            | Sportcentrum Jičín                                         |                                                            | 4. místo                                                   |                                                            |                                                            |                                                            |
| MČR 1998                                                   | D18 – starší dorostenky                                    | 16. místo                                                  |                                                            | 17. místo                                                  |                                                            | TJ Sokol Rovensko pod Troskami                             |                                                            |                                                            |                                                            |                                                            |                                                            |
| MČR 1999                                                   | D18 – starší dorostenky                                    |                                                            |                                                            |                                                            |                                                            | Sportcentrum Jičín                                         | 7. místo                                                   | 5. místo                                                   |                                                            |                                                            |                                                            |
| MČR 1999                                                   | D18 – starší dorostenky                                    | 1. místo                                                   | 6. místo                                                   |                                                            | 14. místo                                                  |                                                            | 668. místo                                                 | TJ Sokol Rovensko pod Troskami                             |                                                            |                                                            |                                                            |
| MČR 2000                                                   | D20 – juniorky                                             | 13. místo                                                  | 15. místo                                                  |                                                            | 2. místo                                                   | 3. místo                                                   | 51. místo                                                  | Sportcentrum Jičín                                         |                                                            |                                                            |                                                            |
| MČR 2000                                                   | D21 – ženy                                                 |                                                            |                                                            |                                                            |                                                            |                                                            |                                                            | Sportcentrum Jičín                                         | 7. místo                                                   |                                                            |                                                            |
| MČR 2001                                                   | D20 – juniorky                                             | disk                                                       |                                                            | 1. místo                                                   | 1. místo                                                   | 6. místo                                                   | 10. místo                                                  | Sportcentrum Jičín                                         |                                                            |                                                            |                                                            |
| MČR 2001                                                   | D21 – ženy                                                 |                                                            |                                                            |                                                            |                                                            |                                                            |                                                            | Sportcentrum Jičín                                         | 7. místo                                                   | 3. místo                                                   |                                                            |
| MČR 2002                                                   | D21 – ženy                                                 | 1. místo                                                   | 1. místo                                                   |                                                            |                                                            |                                                            | 73. místo                                                  | Sportcentrum Jičín                                         | 10. místo                                                  | 7. místo                                                   |                                                            |
| MČR 2003                                                   | D21 – ženy                                                 |                                                            | 1. místo                                                   | 3. místo                                                   | 2. místo                                                   | 3. místo                                                   | 1. místo                                                   | Sportcentrum Jičín                                         | 2. místo                                                   | 2. místo                                                   |                                                            |
| MČR 2004                                                   | D21 – ženy                                                 | 1. místo                                                   | 5. místo                                                   | 2. místo                                                   |                                                            |                                                            | 1. místo                                                   | Sportcentrum Jičín                                         | 3. místo                                                   | 1. místo                                                   |                                                            |
| MČR 2005                                                   | D21 – ženy                                                 |                                                            |                                                            | 1. místo                                                   |                                                            |                                                            | 1. místo                                                   | Sportcentrum Jičín                                         |                                                            |                                                            |                                                            |
| MČR 2006                                                   | D21 – ženy                                                 | 1. místo                                                   |                                                            |                                                            |                                                            |                                                            | 2. místo                                                   | Sportcentrum Jičín                                         |                                                            |                                                            |                                                            |
| MČR 2007                                                   | D21 – ženy                                                 | 2. místo                                                   |                                                            |                                                            |                                                            |                                                            | 121. místo                                                 | Sportcentrum Jičín                                         | 3. místo                                                   | 3. místo                                                   |                                                            |
| MČR 2008                                                   | D21 – ženy                                                 | 1. místo                                                   | 1. místo                                                   | 3. místo                                                   | 1. místo                                                   |                                                            | 1. místo                                                   | Sportcentrum Jičín                                         | 3. místo                                                   | 2. místo                                                   |                                                            |
| MČR 2009                                                   | D21 – ženy                                                 | 1. místo                                                   | 2. místo                                                   | 5. místo                                                   |                                                            |                                                            | 21. místo                                                  | Sportcentrum Jičín                                         |                                                            |                                                            |                                                            |
| MČR 2010                                                   | D21 – ženy                                                 | 2. místo                                                   | 4. místo                                                   | 2. místo                                                   |                                                            |                                                            | 2. místo                                                   | Sportcentrum Jičín                                         | 2. místo                                                   | 3. místo                                                   |                                                            |
| MČR 2011                                                   | D21 – ženy                                                 | 1. místo                                                   | 2. místo                                                   | 1. místo                                                   |                                                            | 1. místo                                                   | Sportcentrum Jičín                                         |                                                            |                                                            |                                                            |                                                            |
| MČR 2012                                                   | D21 – ženy                                                 |                                                            | 1. místo                                                   |                                                            |                                                            | 189. místo                                                 | Sportcentrum Jičín                                         |                                                            |                                                            |                                                            |                                                            |
| MČR 2013                                                   | D21 – ženy                                                 | 1. místo                                                   |                                                            | 1. místo                                                   |                                                            | 3. místo                                                   | Sportcentrum Jičín                                         | 2. místo                                                   | 2. místo                                                   |                                                            |                                                            |
| MČR 2015                                                   | D21 – ženy                                                 | 3. místo                                                   | 1. místo                                                   | 11. místo                                                  |                                                            | 3. místo                                                   | Sportcentrum Jičín                                         | 8. místo                                                   | 9. místo                                                   | 5. místo                                                   |                                                            |
| MČR 2016                                                   | D21 – ženy                                                 | 8. místo                                                   | 2. místo                                                   |                                                            |                                                            | 66. místo                                                  | Sportcentrum Jičín                                         |                                                            |                                                            |                                                            |                                                            |